# Propulsor de iones de cuadrícula de doble etapa
El propulsor de cuadrículas de doble etapa es un diseño electrostático del propulsor iónico desarrollado por la Agencia Espacial Europea, en colaboración con la Universidad Nacional Australiana.
El diseño fue derivado por D. Fern de los experimentos del reactor termonuclear controlado que utilizan un mecanismo de cuatro cuadrículas para acelerar los haces de iones.
El nombre deriva del inglés dual-stage gridded ion thruster, también denominado dual-stage 4-grid o DS4G.
Se proyecta que un propulsor de iones de cuatro rejillas con solo 0,2 m de diámetro absorba una potencia de 250 kW. Con ese índice de entrada de energía, el propulsor podría producir un empuje de 2,5 N. El impulso específico (una medida de eficiencia de combustible), podría alcanzar 19 300 s a una velocidad de escape de 210 km/s si se utiliza un propulsor de xenón.
La potencia eventualmente alcanzable y las densidades de empuje extenderían sustancialmente la absorción de potencia de los propulsores de iones actuales a mucho más de 100 kW. Estas características facilitan el desarrollo de propulsores de iones que pueden dar lugar a velocidades extraordinarias altas.
Al igual que con los conceptos del propulsor como el VASIMR (motor de magnetoplasma de impulso específico variable), los propulsores de iones de 2 etapas de 4 cuadrículas están principalmente limitados por la fuente de alimentación necesaria para su operación. Por ejemplo, si se debiera suministrar 250 kW con paneles solares, estos deberían tener un tamaño mayor que los de la Estación Espacial Internacional.
Para proporcionar 250 kW con generadores Stirling de radioisótopos se requeriría aproximadamente 1 tonelada de plutonio-238 (para lo cual la reserva estadounidense a partir de 2013 no superaría los 20 kg), por lo que sería necesario un reactor nuclear térmico.

## Comparación del impulso específico de distintas tecnologías
| Motor                                              | Velocidad de escape efectiva (m/s) | Impulso específico (s) | Escape de la energía específica (MJ/kg) |
| -------------------------------------------------- | ---------------------------------- | ---------------------- | --------------------------------------- |
| Turbofan motor a reacción (la V real es ~300 m/s)  | 29 000                             | 3000                   | ~0,05                                   |
| cohete acelerador sólido de transbordador espacial | 2500                               | 250                    | 3                                       |
| oxígeno líquido-hidrógeno líquido                  | 4400                               | 450                    | 9,7                                     |
| propulsor iónico                                   | 29 000                             | 3000                   | 430                                     |
| VASIMR                                             | 30 000-120 000                     | 3000-12 000            | 1400                                    |
| Propulsor de iones de cuadrícula de doble etapa    | 210 000                            | 21 400                 | 22 500                                  |